# Yorgis Yatromanolakis
Yorgis Yatromanolakis (Zaros, 17 marzo 1940) è uno scrittore, poeta e editorialista greco.

## Biografia
Yorgis Yatromanolakis ha studiato lettere classiche all'Università di Atene e al King's College di Londra ed è docente emerito di Lettere classiche dell'Università di Atene.
Ha tradotto classici greci e latini (Pindaro, Euripide, Mosco, Orazio, Ovidio, Ditti Cretese, Achille Tazio, Aristide Retore) e ha scritto saggi e studi su Omero, Aristotele, sulla poesia lirica, la tragedia e il romanzo greco antico.
Ha pubblicato studi sui poeti Dionìsios Solomòs, Anghelos Sikelianòs, Ghiorgos Seferis, Andreas Embirikos (fondatore del surrealismo greco, della cui opera è curatore) Ghiannis Ritsos, Odisseas Elitis e altri; ha curato vari volumi su temi di letteratura neogreca.
Ha scritto romanzi, racconti e poesie; le sue opere sono state tradotte in ebraico, inglese, italiano, spagnole e tedesco.
I suoi ultimi libri, To vasilio tis Kritis (2016) e O sighrafeas tu Zaà (2019) fanno parte di un pentateuco in cui i temi trattati sono la scrittura, l'amore, le donne, le tradizioni popolari della Grecia e la storia.

## Premi
- 2005: Premio dell’Accademia di Atene per il romanzo O papùs mu ke to kakò
- 1983: Premio Nazionale di letteratura greca per il romanzo Istoria
- 1982: Premio Nikos Kazantzakis
- 1962: Secondo premio di poesia per studenti, con i giudici Odisseas Elitis, Ghiannis Ritsos e Nikiforos Vrettakos

## Opere

### Prosa
- (2019) O sighrafeas tu Zaà, ed. Agra
- (2016) To vasilio tis Kritis, ed. Agra
- (2012) Tria aprosekta diighimata, ed. Agra
- (2008) To chronikò tu Dariu, ed. Elinikà Gramata
- (2005) O papùs mu ke to kakò, ed. Kedros
- (2000) Stin kilada ton Athinòn, ed. Kedros
- (1995) Erotikòn, ed. Kedros
- (1993) Anofelès diighima, ed. Kedros
- (1982) Istoria, ed. Kedros
- (1979) I aravoniastikià, ed. Kedros
- (1974) Limonario, Kalvos, 2ª edizione Kedros (1994)

### Poesia
- (2014) Ikosiena haiku enigmatikà ke erotikà, ed. Agra
- (2002) Elinas Kleos, ed. Agra
- (1984) O zacharenios erastìs, ed. Stigmì
- (1997) Apologhos, ed. Stigmì

### Partecipazione a progetti collettivi
- (2011) Per Edmund Keeley, ed. Museo Benaki
- (2011) Elitis in Europa, ed. Ikaros
- (2010) Ghiannis Ritsos 1909-1990, ed. Centro Nazionale per il Libro
- (2009) Introduzione alla poesia di Elitis, Edizioni Universitarie di Creta
- (2009) Introduzione alla poesia di Ritsos, Edizioni Universitarie di Creta
- (2008) Ghiannis Ritsos: il poeta e il cittadino, ed. Kedros
- (2008) Introduzione alla poesia di Eghonopulos, Edizioni Universitarie di Creta
- (2006) Con il ritmo dell'anima, ed. Kedros
- (2004) Ghiannis Tsaruchis legge Kavafis alla casa di Andreas Embirikos, ed. Agra
- (2004) La cronaca di Kedros, ed. Kedros
- (2002) La letteratura greca e bizantina nel mondo moderno, ed. Centro Internazionale per Scrittori e Traduttori di Rodi
- (2002) Il posto del mondo. Il mondo intero una donna. Qualcuno può sentirmi?, ed. Metechmio
- (2002) Gli usi dell'antichità dall'ellenismo moderno, ed. Scuola Moraitis
- (2002) Oromena, ed. Kastaniotis
- (2001) Per Vaghenàs, ed. Egheon
- (2000) Profumo di libro, ed. Patakis
- (2000) Ghiorgos Seferis, ed. Ermìs
- (2000) Ghiorgos Seferis poeta e cittadino, ed. Centro Nazionale per il Libro
- (2000) La Sua identità, per favore, ed. Elinikà Gramata
- (1999) Nanos Valaoritis, ed. Società di Studi Leucadici
- (1998) Cumino e cannella, ed. Patakis
- (1997) L’Egeo, ed. Melisa
- (1994) Omaggio ad Alèxandros Kotziàs, ed. Kedros
- (1989) II Incontro internazionale di dramma greco antico, ed. Centro Culturale Europeo di Delfi
- (1987) Incontro internazionale di dramma greco antico, ed. Centro Culturale Europeo di Delfi

### Studi di letteratura neogreca
- (1986) O vasiliàs tis Asinis, ed. Stigmì
- (1983) Andreas Embirikos: o piitìs tu Erota ke tu Nostu, ed. Kedros

### Traduzioni
- (2013) Euripide, Medea, ed. Kardamitsa
- (2012) Elio Aristide, Discorsi sacri, ed. Agra
- (2008) Pindaro, Olimpiche, ed. del giornale "Eleftheros Tipos"
- (1999) Ovidio, Remedia amoris, ed. Agra
- (1996) Ditti Cretese, Ephemeris belli Troiani, ed. Agra
- (1996) Dodds, E.R., I Greci e l’irrazionale, ed. Kardamitsa
- (1993) Mosco, Europa, ed. Kardamitsa
- (1992) Hägg, Tomas, Il romanzo antico, ed. MIET
- (1991) Orazio, Ars poetica , ed. Kardamitsa
- (1990) Achille Tazio, Leucippe e Clitofonte, ed. Fondazione Ghoulandrìs-Horn

## Opere tradotte

### Inglese
- (2000) The Spiritual Meadow, trad. Mary Argyraki, Dedalus Ltd
- (1999) Eroticon, trad. David Connolly, Dedalus Ltd
- (1995) A Report of a Murder, trad. Helen Cavanagh, Dedalus Ltd
- (1991) The History of a Vendetta, trad. Helen Cavanagh, Dedalus Ltd

### Tedesco
- (1996) Der Schlaf der Rinder, trad. Norbert Hauser, ed. Bruckner & Thunker, 2ª edizione Piper (1998)
- (1998) Bericht von einem vorbestimmten Mord trad. Norbert Hauser, ed. Roman DuMont

### Ebraico
- (1998) Storia, trad. Amir Zucerman

### Italiano
- (2021) Tre racconti sensuali, trad. Maria Franguli, ed. Lamantica

### Fonti
- https://www.biblionet.gr/προσωπο?personid=5833 13/7/2015
- http://www.ekebi.gr/frontoffice/portal.asp?cpage=NODE&cnode=462&t=263 Archiviato il 20 ottobre 2020 in Internet Archive.
- http://www.24grammata.com/?p=26925, 14/8/2015
- http://www.tovima.gr/editors/editor/?edid=417
- http://www.avgi.gr/article/2435231/giorgis-giatromanolakis-den-sumpratto-se-kataskeuasmeni-brabeusi Archiviato il 3 maggio 2014 in Internet Archive.
- https://www.youtube.com/watch?v=p_I4jQLnwoA